# Annagh United FC
Annagh United Football Club is een Noord-Ierse voetbalclub uit Portadown, County Armagh.
De club werd in 1963 opgericht en speelt sinds 1983 in het Tandragee Road-stadion dat plaats biedt aan 1.250 toeschouwers. De club speelde in de IFA Championship 2 waarin het een tijd bij de beste vier eindigde. Momenteel speelt de club op het derde voetbalniveau in Noord-Ierland.

## Eindklasseringen
| 11 |

| 5 |

| 5 |

| 8 |

| 5 |

| 6 |

| 12 |

| 13 |

| 7 |

| 11 |

| 5 |

| 2 |

| 12 |

| 12 |

| 10 |

| 2 |

| 1 |

| - |

| 2 |

| 3 |

| 4 |

| 2 |

| NIFL Premiership | NIFL Championship | NIFL Premier Intermediate League |

De drie NIFL-divisies hebben in de loop der jaren diverse namen gekend, zie Northern Ireland football league system.
Annagh United ·
Armagh City ·
Ards ·
Ballinamallard United ·
Dundela ·
Harland & Wolff Welders ·
Institute · 
Limavady United ·
Loughgall ·
Newington ·
Queens University ·
Warrenpoint Town